# Vlădaia (gmina)
Vlădaia – gmina w Rumunii, w okręgu Mehedinți. Obejmuje miejscowości Almăjel, Scorila, Ștircovița i Vlădaia. W 2011 roku liczyła 1735 mieszkańców.